# Bianca Stücker

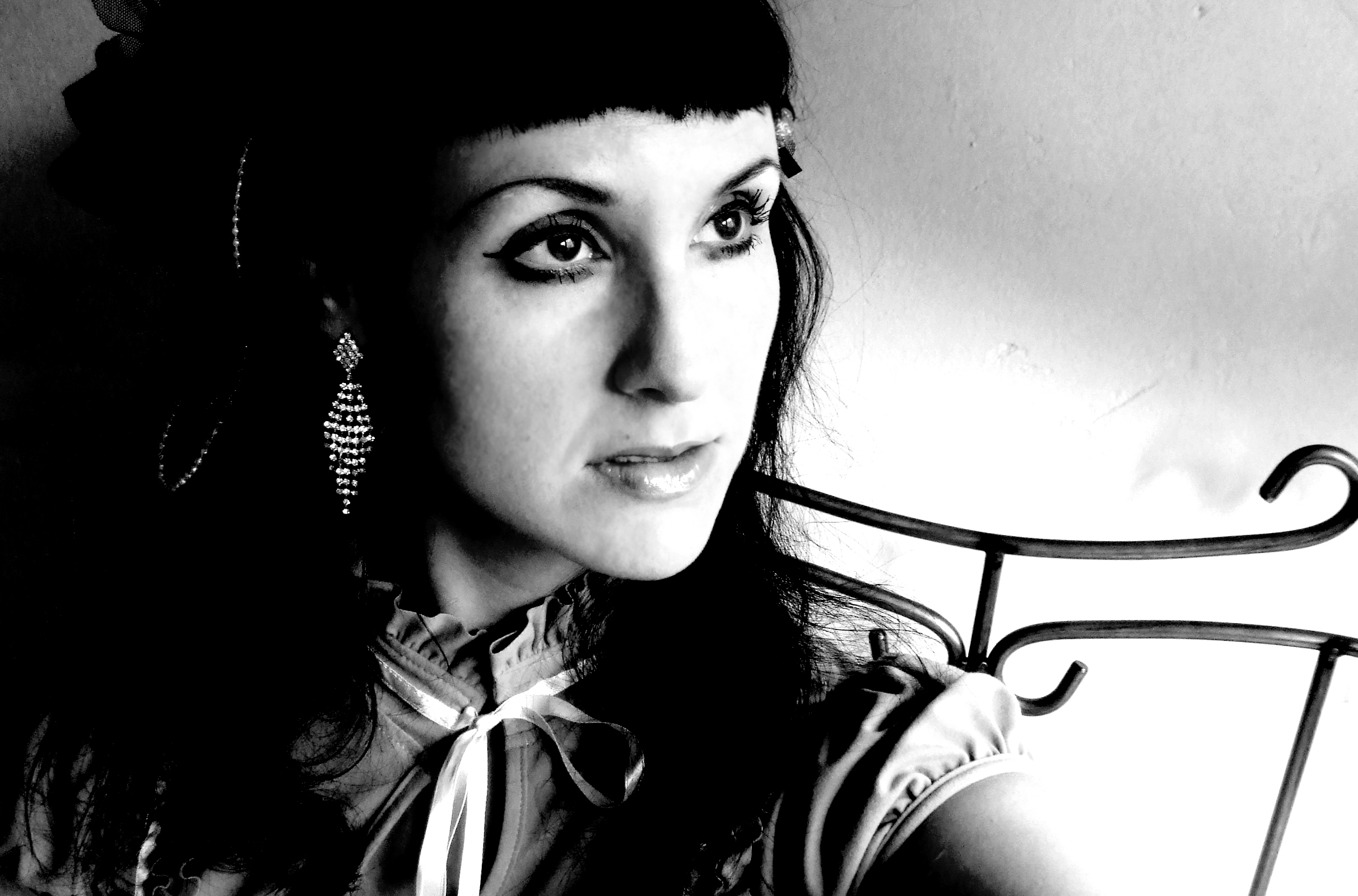
Bianca Stücker

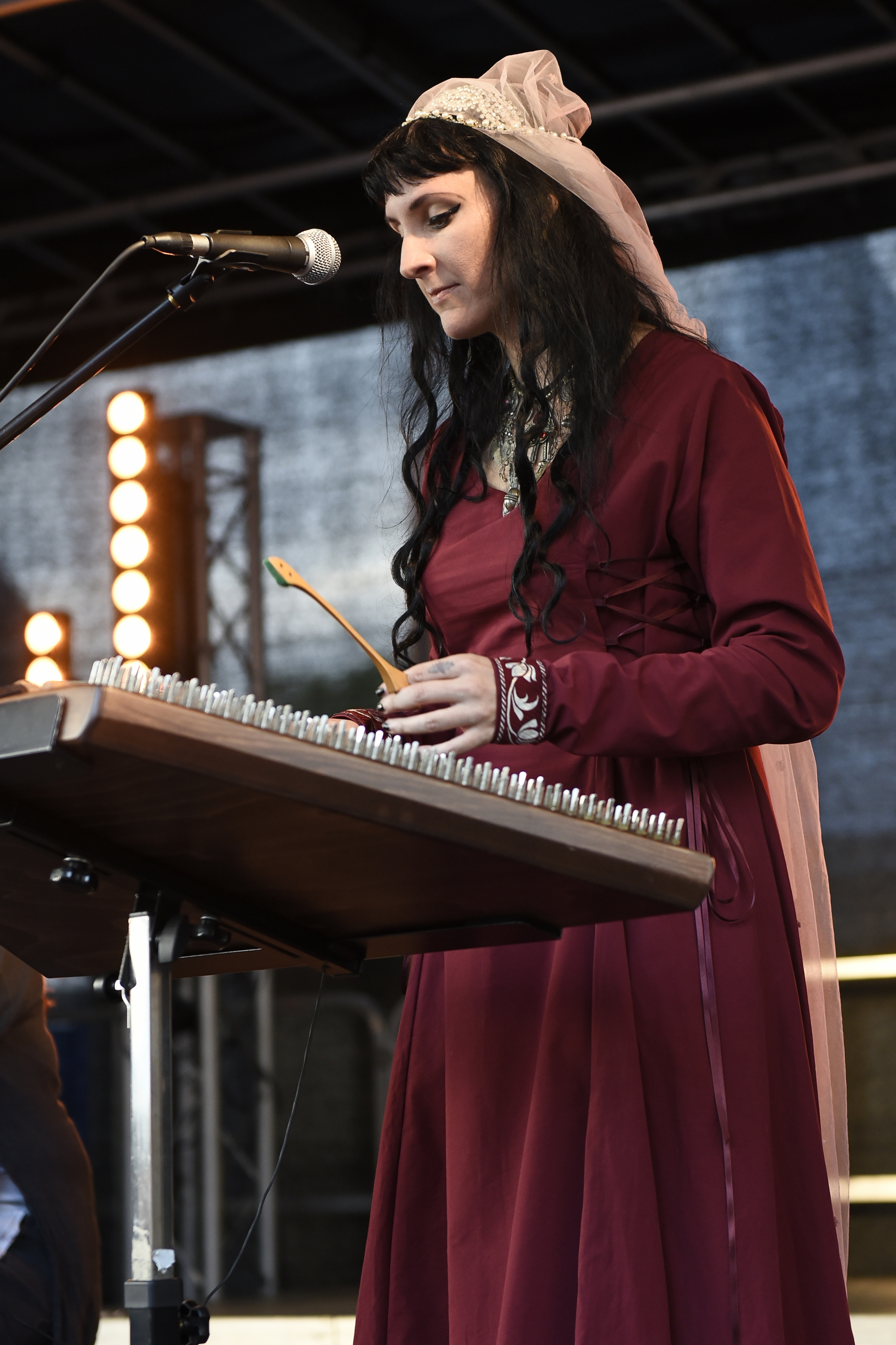
Bianca Stücker bei Bochum Total 2016

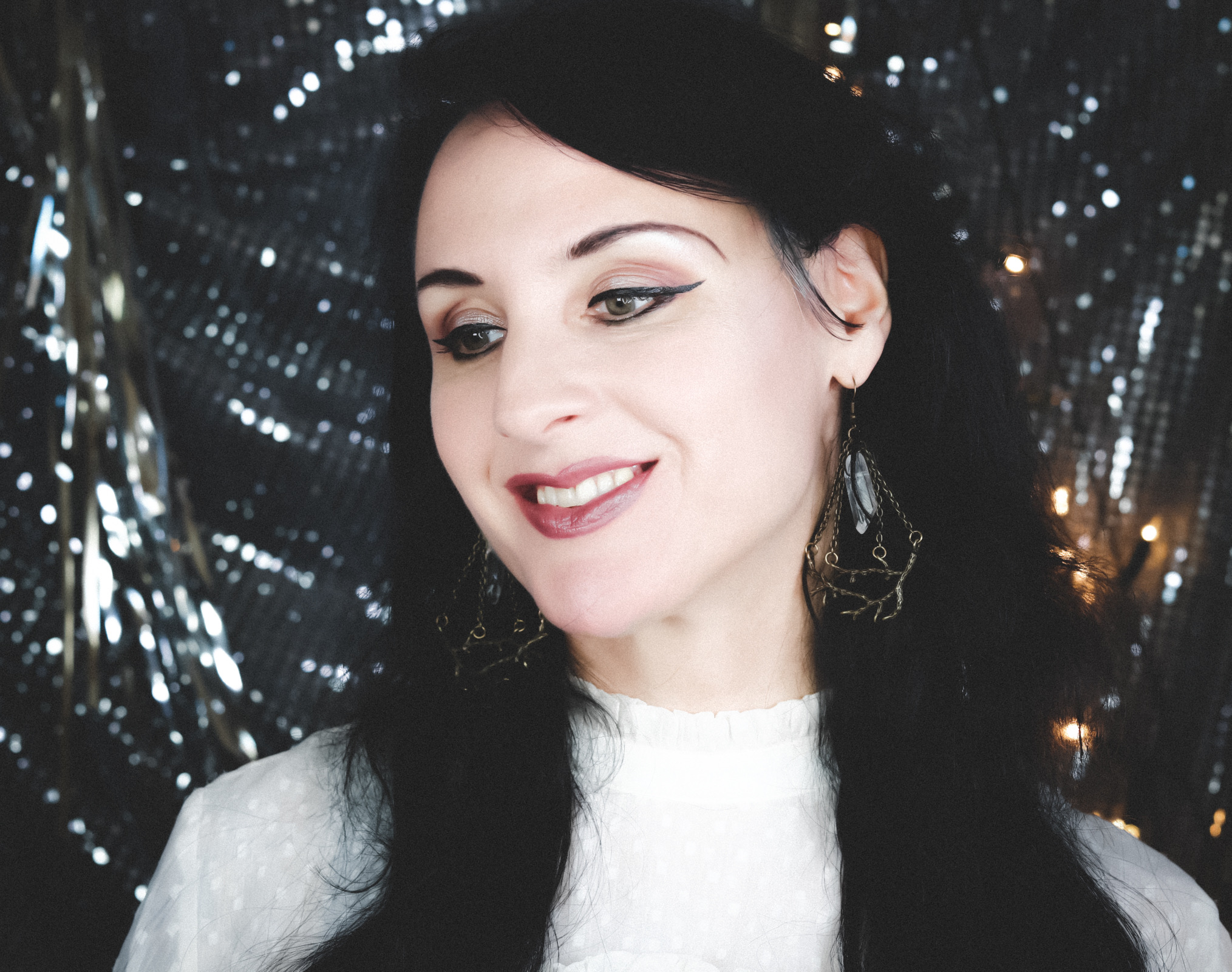
Bianca Stücker 2022

Bianca Stücker (* 14. Juli 1976 in Hamm) ist eine deutsche Musikerin, Schriftstellerin und Komponistin.

## Leben
Bianca Stücker studierte Musikwissenschaft, Kunstgeschichte und Geschichte in Münster, promovierte 2012 an der Folkwang Universität der Künste in Essen und legte ein Kirchenmusikexamen ab. Ihr Debütroman Schaulaufen für Anfänger erschien 2007 im Fischer-Taschenbuch-Verlag. Sie hat zahlreiche Alben mit den Projekten Violet, The Violet Tribe, VaNi und dem Ensemble Violetta veröffentlicht. Für The Violet Tribe und VaNi schreibt sie Musik und Texte, für Violet ist sie ebenfalls als Texterin und Komponistin tätig. Einen Großteil der Alben hat sie arrangiert, gemischt und gemastert. 2017 ist ihr Solo-Album The Glass Coffin erschienen, 2018 hat sie gemeinsam mit Mark Benecke den Coversong Some velvet morning veröffentlicht, 2020 folgte die EP We want it darker, für die Stücker und Benecke einige Songs von Leonard Cohen gecovert haben.
Stücker lebt in Hamm und schreibt dort regelmäßig für das Kulturmagazin Willi, unterrichtet Tribal Fusion und Orientalischen Tanz und tätowiert. Im Jahr 2016 gründete sie gemeinsam mit der Autorin Chelsea Bock den Eygennutz-Verlag, zu dem mittlerweile auch das Musiklabel eygennutz Records gehört. 2022 produzierte und veröffentlichte sie ein weiteres Solo-Album, De Alchemia, das sich mit vielseitiger Instrumentierung (u. a. Nyckelharpa, Hackbrett, Cembalo, Tagelharpa, Cornamuse) und historischen Texten dem Thema Alchemie nähert.
2023 folgte ein kooperatives Konzeptalbum mit dem Musikprojekt Two Words in Japanese unter dem Titel Ghost Kitchen, für das auch verschiedene Musikvideos entstanden.

## Werke

### Promotion
- Gothic Electro: Die Funktionalisierung von Technik innerhalb des subkulturellen Kontexts. Europäischer Hochschulverlag, Bremen 2013, ISBN 978-3-86741-863-8.

### Romane
- Schaulaufen für Anfänger: Eine prinzipielle Liebesgeschichte für uncoole Leser. Fischer Taschenbuch Verlag, Frankfurt am Main 2007, ISBN 978-3-596-17294-8.
- The Spooky Verona Freak Show: Mein Leben mit der Band, dem Ersten bis Neunten, dem kleinen Saalfeld und vielen anderen. Unsichtbar Verlag, Diedorf 2012, ISBN 978-3-942920-17-9.
- Die geheimen Tagebücher des Violet Tribe. Ruhrliteratur Verlag; Bochum 2015, ISBN 978-3-946420-02-6.
- 99%. Eygennutz Verlag; Hamm 2017, ISBN 978-3-946643-05-0.

### Kurzgeschichten und Satiren (Auswahl)
- Susanne Halbleib (Hrsg.): Mister Universum. In Trockensümpfe: Lauter befriedigende Geschichten. Fischer Taschenbuch Verlag, Frankfurt am Main 2008, ISBN 978-3-596-18427-9.
- Volker W. Degener (Hrsg.): Der Aufschwung (eine Retrospektive). In Schreiben in der Metropole Ruhr: Texte, bio-bibliografische Daten und Fotos von 48 Autorinnen und Autoren. Klartext Verlag, Essen 2009, ISBN 978-3-8375-0084-4.
- Fran Henz (Hrsg.): Herr Rossi sucht das Glück. In Ganz schön bissig...: Vampirgeschichten. Schreiblust Verlag, Dortmund 2009, ISBN 978-3-9812228-2-1.
- Gordon Kampe (Hrsg.): Der Sänger. In Zum Brüllen! Interdisziplinäres Symposium über das Lachen. Georg Olms Verlag, Hildesheim; Zürich 2016, ISBN 978-3-487-15447-3.

### Eigenkompositionen (Alben; Auswahl)
- VaNi: Summergate. (Trash Tape Records/Amöbenklang, MC, 1995).
- VaNi: Skywards. (Trash Tape Records/Amöbenklang, MC, 1995)
- VaNi: Traumzeit (A+T Records, limitierte CD, 1997)
- VaNi: Straßenunterhaltung (e-noxe/Nova MD 2007)
- The Violet Tribe: The Violet Tribe’s Ravishing Collection of Curios (Équinoxe Records/Nova MD 2010)
- The Violet Tribe: Grand Hotel (Équinoxe Records/Nova MD 2011)
- Bianca Stücker: The Glass Coffin (Équinoxe Records/Nova MD 2017)
- Bianca Stücker & Rafaela Schützner: Fate & Wisdom (Équinoxe Records/Nova MD 2019)
- Bianca Stücker: De Alchemia (eygennutz Records/Broken Silence 2022)

### Produktionen und Miturheberschaften (Alben; Auswahl)
- Ensemble Violetta: Mandra mea (dodo/Broken Silence 2005)
- Violet: The Book of Eden (Équinoxe Records/Nova MD 2007)
- Violet: Modern Life (Équinoxe Records/Nova MD 2009)
- Violet: The Violet Steam Experience (Équinoxe Records/Nova MD 2013)
- Ensemble Violetta: Himmelschöre & Höllenkrach (Équinoxe Records/Nova MD 2016)
- Mark Benecke & Bianca Stücker: Some velvet morning (e-noxe Records/Nova MD 2018)
- Form Follows Function: Arsenic (e-noxe Records/Nova MD 2019)
- Bianca Stücker & Mark Benecke: We want it darker (Équinoxe Records/Nova MD 2020)
- Two Words in Japanese & Bianca Stücker: Ghost Kitchen (caramel Klang / Alive 2023)

### Adaptionen
- 2008 wurde in Anlehnung an Schaulaufen für Anfänger ein Theaterstück durch das KixTheater im Gustav-Lübcke-Museum in Hamm aufgeführt.
- 2010 drehten The Violet Tribe ein Musikvideo zum von Stücker geschriebenen und produzierten Steam Song; 2011 folgte Starry Night mit Mark Benecke.